# Hans Muchitsch (Politiker)
Hans Muchitsch (* 24. Dezember 1881 in Marburg/Maribor; † 19. Mai 1958 in Graz) war ein österreichischer sozialdemokratischer Politiker.
Der Direktor des Verbandes der Krankenkassen für Steiermark und Kärnten war in der Zwischenkriegszeit Präsident der Kammer für Arbeiter und Angestellte der Steiermark. Er war Mitglied der Konstituierenden Nationalversammlung vom 4. April 1919 bis 9. November 1920 und Abgeordneter zum Nationalrat vom 10. November 1920 bis 1. Oktober 1930 (I., II. und III. Gesetzgebungsperiode) sowie vom 2. Dezember 1930 bis 17. Februar 1934, als die Demokratie in Österreich endete, (IV. Gesetzgebungsperiode).
Sein Bruder Vinzenz Muchitsch (1873–1942) war ebenfalls Mitglied der Nationalversammlungen und von 1919 bis 1934 Bürgermeister von Graz.